# Инфраструктура Аеродрома Бања Лука
Инфраструктура Аеродрома Бања Лука једина је те врсте у Републици Српској као једином међународном аеродрому. Састоји се од: маневарских површина, прелазних и бочних појасева сигурности, претпоља и прилазних појасева сигурности, прилазних (одлазни) сектора, места за смештај ваздухоплова, објеката, уређај и опреме за руковођење летењем, места и објеката за специјалне потребе. Инфраструктуром Аеродрома управља предузеће „Аеродроми Републике Српске“ које се налази у државном власништву.

## Положај и трансфер
Аеродром Бања Лука (IATA: BNX, ICAO: LQBK), познат и под именом „Аеродром Маховљани“ једини је аеродром у Републици Српској који је отворен за међународни транспорт, и други је по величини аеродром у Босни и Херцеговини (иза Аеродрома у Сарејеву).
Налази се у насељу Маховљани, око 20 километара од центра Бање Луке, на оком  18 километара североисточно од железничке станице Бања Лука.
Удаљеност општине Лакташи, на чијој територији се налази  аеродром, од великих регионалних центара су следеће: Сарајево – 250 km, Загреб – 160 km, Београд – 306 km и Љубљана – 300 km.
Аеродром је добро повезан са путном мрежом. Налази се око један километар од магистралног пута Бања Лука – Градишка и око три километра од петље Маховљани на ауто-путу Бања Лука – Градишка. Аеродром се налази на удаљености од око 35 километара од петље Окучани на ауто-путу на коридору X.

## Природно географски положај
Природно-географски положај овог простора може се окарактерисати као веома повољан јер се налази на подручју типичног равничарског терена Лијевче поља. , на просечној  надморској висини која износи око 120 m. Због повољног геостратешког положаја и развијене саобраћајне инфраструктурне мреже, ово подручје је добро повезано са суседним општинама, као и ширим окружењем.
Подручје аеродрома у геотектонском смислу припада унутрашњим Динаридима (по К. Петковићу – 1960), односно “Централној офиолитској зони” и “Унутрашњем динарском појасу”, на коме су издвојене  мање тектонске јединице и блокови, посебно квартарна депресија Лијевче поља. У целини депресија Лијевче поља налази се између релативно издигнутих терена на истоку и западу која интензивно диферцијално тоне.
Конфигурацију терена  око аеродрома чини акумулативна низија, односно равничарско поље које се протеже долинама река са најнижом надморском висином од 105,6 m (Горња ада). Апсолутне висине терена на вишој тераси су: Лакташи 126 m, Александровац 110 m, а на нижој тераси: Петошевци 119 m и Косјерово 108–109 m. Повољна конфигурација терена је од великог значаја за због лакшег искоришћавања земљишта у сврху изградње објеката и потребне инфраструктуре аеродрома у будућности.
У погледу режима ветра инфрастрултура аеродрома и ваздухоплови који слећу и полећу са њега, изложени су доминантном утицају локалних орографских препрека како на правац тако и на интензитет ветра. Преовлађујући ветрови у току године су из правца северног и јужног квадранта. Тако су преовлађујући ветрови у току године у Маховљанима северозападни-северни и јужни-југоисточни.
Локални топографски услови доприносе релативно великом броју дана са маглом, који се на подручју аеродрома крећу од 48 дана у Бањој Луци, до 58 дана у Маховљанима. Максимални годишњи број дана са маглом је знатно већи, и креће се од 80 дана у Маховљанима, до 129 дана у Бањој Луци.
Број дана са маглом
| Месеци               | I    | II  | III | IV  | V   | VI  | VII | VIII | IX  | X    | XI  | XII  | Год. просек |
| -------------------- | ---- | --- | --- | --- | --- | --- | --- | ---- | --- | ---- | --- | ---- | ----------- |
| Маховљани (аеродром) | 10.7 | 2.9 | 2.3 | 2.2 | 1.7 | 1.3 | 1.1 | 1.8  | 4.7 | 10.5 | 7.7 | 11.4 | 58.3        |
| Бања Лука            | 7.8  | 4.0 | 2.2 | 1.6 | 1.7 | 1.4 | 0.8 | 1.5  | 4.2 | 7.4  | 6.9 | 8.7  | 48.1        |

## Маневарске површине
Маневарске површине на Аеродрому Бања Лука су део аеродрома одређен за полетање и слетање, вожење ваздухоплова на земљи, и део аеродромских површина намењених за техничко одржавање ваздухоплова.

### Полетно слетна стаза
Полетно-слетна стаза намењена за полетање и слетање ваздухоплова је правоугаоног облика, дуга 2.503 метара а широка 45 метара.  У грађевинском погледу полетно-слетне стаза је са вештачком подлогом (бетон, асфалт).
Прелазни појас са праговима 17/35 и бочни појас сигурности су  поравнати и ојачани земљиштем дуж обе стране ПСС ширине 5-7. Бочни појас сигурности је поравнат и стабилизован  дуж спољних страна прелазног појаса сигурности, ширине 50–70 m.
Прилазни (одлазни) сектор је одоздо ограничен земљишном косом равни изнад које се не налазити никакава природна или вештачка препрека. Нагиб прилазне косе равни  и за визуелно летење је највише 1:20, а за инструментално 1:50.
Апрон је димензија 240 метара ∙ 90 метара са четири паркинг позиције за ДЦ9 (А320).
Прилазна и полетно-слетна сигнализација
- Direction 17 – longculvert SAT I Direction 35 – red T,
- Опрема за радионавигацију: VOR/DME – LAK 115,3 MHz ,

### Травната полетно слетна стаза
Имеђу главне полетно слетне стазе и стазе за вожење налази се травната полетно слетна стаза, на коју ваздухоплови могу да слећу у посебно прописаним условма.

### Стазе за вожење (СВ)
Аеродром је опремљен уређеним површина или прилазним путеви по којима се ваздухоплови крећу; од полетно-слетне стазе (ПСС) до стајанке за авионе и обратно од стајанке за авионе до линије полетања на ПСС. Целом дужином, по средини стаза за вожење је обележена пуном линијом жуте боје.
Стаза за вожњењ се пружа паралелно са ПСС са којом је спојена бочним прилазима на неколико места
Ради лакше оријентације пилота, оне су по средини означене линијом за кретање, „СТОП” -линијом за контролу кочница и ваздуха и позицијом за чекање пре изласка на ПСС.
Обележавање СВ за дневне услове;
Позиција за чекање обележена је окомитом линијом на линију стазе за вожење и налази се пре изласка на ПСС. На почетном делу, стазе за вожење обележена је линијом и ознаком „СТОП”, на којој се авиони по изласка са стајанке за авионе, а пре наставка кретања стазом за вожење, заустављају ради провере ваздуха и кочница.
Обележавање СВ за ноћне услове;
У ноћним и условима лоше видљивости, стазе за вожење је означене по рубним ивицама плавим а по средини зеленим светлима. Линија позиције за чекање у случају забране пролаза светли црвено, а када је улаз на ПСС слободан светли зелено

### Стајанка аеродрома
Стајанка за ваздухоплове је уређена и прописно означена и намењена за смештај 4 ваздухоплова, ради утовара и истовара путника, поште и робе, пуњења горива, паркирања и одржавања авиона.
По стајанци се крећу само возила и опрема која је технички исправна. У прихвату и отпреми ваздухоплова учествују разне службе са задатком да у одређеном, често врло кратком временском раздобљу обаве низ радњи, сигурно и квалитетно.

## Терминал за путнике
Путнички терминал је застарео, а направљен је пре око 40 година. У терминалу се налази:
- чекаоница,
- ресторан,
- мала продавница,
- информације,
- систем обезбеђења.
- два гејта (за доласке и за одласке)
- два чек ина.

Међународни аеродром Бања Лука користи системе у реалном времену, за обавештавање путника, као и друге информационе системе у згради терминала (Систем информисања о летовима и управљање информацијама за путнике). Аеродром поседује и бесплатан Вај-фај.
У близини зграде путничког терминала налази се велики паркинг простор са око 100 паркинг места,  са 5 паркинг места за такси возила и два паркинг места за аутобусе.
У 2017. години извршена је реконструкција зграде теминала а  2020. године терминалн је прошрена за око  500 квадратних метара.

## Контрола летења
У непосредној близини аеродрома се налази контролни торањ, који је физички одвојен од терминала. У Контролном торњу су смештени радници Агенције за пружање услуга у ваздушној пловидби Босне и Херцеговине.

## Системи за опслуживање ваздухоплова
Аеродром поседује одговарајућу инфраструктуру за опслуживања ваздухоплова. Технологије које се користе на аеродрому Бања Лука укључују:
- систем контроле лета,
- алате за планирање летова,
- систем пуњења горивом (ЈЕТ А1),
- системе за вагање и баланс авиона (аутоматски и ручни),
- систем за контролу одлазака (ДЦС-РТБ Амадеус)
- алате за укрцавање који се користе током фазе укрцавања.

Аеродром је опремљен:
- једном цистерном за пуњење горива (капацитета 30.000 литара
- опремом за чишћење снега,

* возилом за одлеђивање и заштиту ваздухоплова,
- санитетским возилом
- ватрогасним возилом VII категорије и ватрогасним возилом VIII категорије (на захтев)
- другом опремом за опслуживање ваздухоплова.